# Nacna pulchripicta
Nacna pulchripicta är en fjärilsart som beskrevs av Walker 1865. Nacna pulchripicta ingår i släktet Nacna och familjen nattflyn. Inga underarter finns listade i Catalogue of Life.